# IC 2119
IC 2119 — галактика типу Sb (компактна витягнута галактика) у сузір'ї Заєць.
Цей об'єкт міститься в оригінальній редакції індексного каталогу.